# Ňasviž
Ňasviž (bělorusky Нясвіж; rusky Несвиж; polsky Nieśwież; litevsky Nesvyžius) je město v Minské oblasti ve středním Bělorusku, asi 40 km východně od města Baranavičy. Je centrem rajónu a v roce 2004 zde žilo 14 300 obyvatel.
Město, jehož historie sahá do roku 1223, bylo od 16. století v majetku polského šlechtického rodu Radziwiłłů. Ti zde postupně vybudovali nákladné sídlo. Zámecký komplex v Ňasviži je od roku 2005 součástí Světového dědictví UNESCO. Další významnou památkou je raně barokní farní kostel.